# Demetrius Zaarin
El Gran Almirante Demetrius Zaarin es un personaje del universo expandido de la Guerra de las Galaxias.
Zaarin es un ambicioso oficial imperial que consiguió el rango de Gran Almirante

## Biografía
La ansia de poder de Zaarin seguía insatisfecha incluso cuando fue nombrado Gran Almirante dos años antes de la batalla de Yavin.
Un brillante estratega y un científico con talento, Zaarin fue nombrado como líder de la Investigación y Desarrollo de Cazas estelares, y pronto comenzó a trabajar en un nuevo modelo de caza TIE, el TIE Vengador. Una vez el TIE Vengador fue probado y estuvo en producción, pronto lo siguió un caza incluso más eficaz, el TIE Defensor, considerado el mejor caza estelar de la Galaxia, por encima del Ala-B rebelde.
Zaarin también inició y participó activamente en el Proyecto TIE Experimental, el cual tuvo un gran éxito en el sector Vilonis.
Con semejante tecnología y recursos a su disposición, Zaarin era uno de los vasallos más poderosos del Emperador Palpatine.
Sin embargo, justo cuando Darth Vader concluyó con la traición del Almirante Harkov, Zaarin lanzó un golpe de Estado, intentando secuestrar al Emperador y llevarlo a su nave insignia, el Gloria. Sin embargo, el intento de secuestro falló, pues Vader eliminó los apoyos de cazas de Zaarin. Aunque los TIE Vengadores y Defensores eran más poderosos y modernos que el TIE Avanzado de Vader, su maestría al mando de un caza le sirvió para meterse en la nave de Zaarin y rescatar al Emperador (como hizo más de veinte años antes al salvar al, por entonces, Canciller de las garras del General Grievous). Justo antes de que Zaarin pudiera escapar, el vicealmirante] Thrawn llegó para apoyar a lord Vader y su flota. Aun así, Zaarin pudo escapar. Tras esto, comenzó una guerra interna del Imperio en la que Thrawn se dedicó a perseguir al Gran Almirante desertor por toda la Galaxia. El Emperador promovió a Thrawn a Gran Almirante en una sesión secreta, suplantando al traidor.
Sus planes de convertirse a sí mismo en el nuevo dictador habían fracasado, y con los oficiales de mayor talento del Imperio pisándole los talones, tuvo que retirarse al Borde Exterior, saqueando planetas y destruyendo bases que se interponían en su camino. Una de estas bases era la estación-fábrica ZA-13, que fabricaba Vengadores. Zaarin intentó negociar con Thrawn, pero el Gran Almirante no cayó en la trampa, habiendo un nuevo enfrentamiento entre ellos. Incluso con una gran parte de sus naves destruidas, Zaarin se mantuvo por meses.
Su tecnofilia fue su perdición. No pudo evitar robar la corbeta corelliana Vorknyx (modificada con un dispositivo de ocultación) durante la batalla de la base To-phalion. Sin que Zaarin lo supiese, Thrawn había permitido que la robase, pues éste sabía que el dispositivo de ocultamiento era catastróficamente inestable al estar activado durante el hiperespacio. En cuanto la nave saltara a la hipervelocidad, explotaría. Tras la intensa batalla, Zaarin intentó escapar "invisible" a los radares de Thrawn desconociendo el peligro. Al momento de iniciar su escape a través del hiperespacio, la corbeta explotó matando a Zaarin al instante.
- Datos: Q5802197